# Debate de Oxford sobre la evolución (1860)

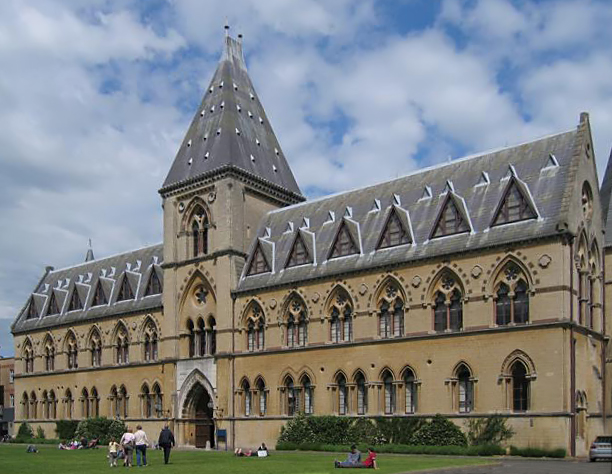
El Museo de Historia Natural de la Universidad de Oxford.

El debate de Oxford sobre la evolución (1860) tuvo lugar en el Museo de Historia Natural de la Universidad de Oxford, en Inglaterra, el 30 de junio de 1860, siete meses después de la publicación de El origen de las especies, de Charles Darwin. Varios importantes científicos, filósofos y teólogos británicos participaron, incluyendo a Thomas Henry Huxley, Samuel Wilberforce (obispo de Oxford), Benjamin Brodie, Joseph Dalton Hooker y Robert FitzRoy. Sobre todo, el debate es recordado a día de hoy por el exaltado intercambio de palabras entre el obispo Wilberforce y Thomas Henry Huxley, donde este supuestamente le preguntó a Huxley si, dado que creía que el ser humano descendía de los simios, en su caso particular descendía por parte de madre o por parte de padre.
Supuestamente, Huxley le respondió que él no estaría avergonzado de tener a un simio como ancestro, pero sin embargo sí se avergonzaría de estar emparentado con un hombre como el obispo, que hacía un uso tan mezquino de sus maravillosas dotes de ponente para intentar silenciar, mediante un ejercicio de autoridad, el avance del conocimiento. Según uno de los testigos, la pregunta que Wilberforce hizo a Huxley pudo haber sido: «si en el inestable estado de la ley en desarrollo establecida por Darwin, ¿puede alguien estar tan enamorado de esta llamada ley, o hipótesis, como para sentirse jubiloso de que su tatarabuelo hubiese sido un mono o un gorila?», mientras que otros sugieren que Huxley pudo haber dicho: «Me importa más bien poco si mi abuelo pudiera ser un simio o no».
La discusión es conocida como el debate de Huxley-Wilberforce o el debate de Wilberforce-Huxley; aunque esta descripción es de alguna manera errónea. Más que ser un debate formal entre los dos, en realidad fue una discusión bastante airada que tuvo lugar después de la presentación de un artículo científico de John William Draper de la  Universidad de Nueva York sobre el desarrollo intelectual de Europa en relación con la teoría de Darwin (uno de los numerosos artículos científicos presentados durante la semana como parte de la reunión anual de la Asociación Británica). Sin embargo, aunque ellos no eran los únicos participantes en el debate, fueron considerados como las dos partes principales. No existe una transcripción literal del debate, por lo que hay cierta incertidumbre sobre lo que realmente se dijeron Huxley y Wilberforce.

## Antecedentes

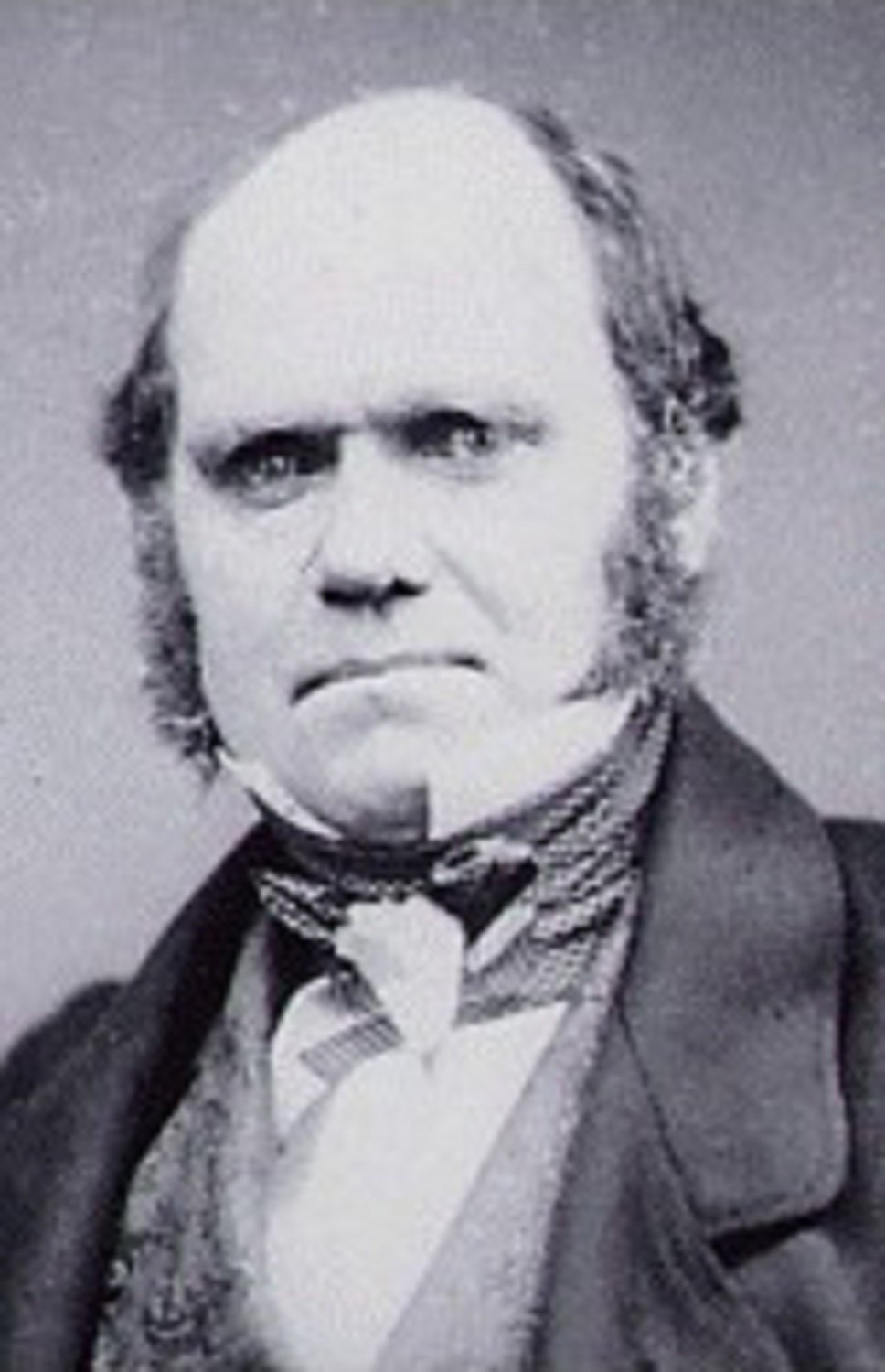
Charles Darwin, su teoría sobre el origen y evolución de las especies fue el centro del debate.

La idea de la transmutación de las especies era muy controvertida en la primera mitad del siglo XIX. Por una parte, era vista como contraria a la ortodoxia religiosa y como una amenaza del orden social, pero por otra, era apoyada por los radicales que buscaban ampliar la democracia y derrocar la jerarquía  aristócrata. La publicación anónima de Vestigios de la historia natural de la creación en 1844 produjo una tormentosa polémica, pero asimismo atrajo a una gran cantidad de lectores y se convirtió en un superventas. En el congreso de la Asociación Británica para el Avance de la Ciencia, celebrado en Oxford en 1847, el obispo de Oxford Samuel Wilberforce usó su sermón de los domingos en la iglesia de Saint Mary para criticar «la manera incorrecta de hacer ciencia» y lanzar un fuerte ataque hacia el posible autor de la obra, Robert Chambers, en escenario «llena hasta la sofocación» con geólogos, astrónomos y zoólogos. Los científicos de la época se mostraron contrarios ante las nuevas ideas, pero el libro se había convertido en muy popular para la población en general.
Por si esto fuera poco, El origen de las especies de Charles Darwin se publicó el 24 de noviembre de 1859. El influyente biólogo Richard Owen escribió una revisión extremadamente hostil contra el libro de Darwin en la revista Edinburgh Review y lo mismo hizo Wilberforce, quien escribió una revisión anónima de 17 000 palabras en la revista Quarterly Review
Thomas Henry Huxley, quien era uno de los pocos con quien Darwin había compartido su teoría antes de la publicación, emergió como el mayor defensor de la teoría de la evolución. Escribió una revisión favorable sobre El origen de las especies en The Times en diciembre de 1859, además de varios artículos y conferencias en la Royal Institution en febrero de 1860.
La reacción de los ortodoxos de la Iglesia hacia El origen de las especies fue hostil, pero su atención se vio desviada por un escándalo mucho mayor en febrero de 1860: la publicación por siete teólogos liberales  de los Ensayos y revisiones, obra en la que se mostraban críticas hacia ciertos aspectos bíblicos. Entre ellos se encontraba el reverendo Baden Powell, quien ya había elogiado previamente las teorías evolutivas, y que en este ensayo elogiaba la «magistral pieza del Sr. Darwin» por fundamentar «el gran principio de los poderes de autoevolución de la naturaleza».
La controversia existente fue el centro de atención cuando la Asociación Británica para el Avance de la Ciencia se congregó en el Museo Universitario de Historia natural de Oxford en junio de 1860. El 28 de junio, Charles Daubeny leyó un artículo «sobre las causas finales de la sexualidad en plantas, con particulares referencia al trabajo del Sr. Darwin…» Owen y Huxley estaban entre la audiencia, y surgió un debate sobre la teoría de Darwin. Owen habló sobre los hechos que permitirían al público «llegar a algunas conclusiones… sobre la verdad de la teoría del Sr. Darwin», y repitió un argumento anatómico que fuera presentado por primera vez en 1857, en el que se mostraba que «el cerebro de un gorila tenía más diferencias con el cerebro humano que con el de cualquier otro simio debido a que solo el cerebro del ser humano posee un lóbulo posterior, un cuerno posterior, un hipocampo menor». Huxley estaba convencido de que ese argumento era incorrecto, y había investigado sobre ello. La primera vez que habló ante la audiencia fue con respecto a este punto y negó rotundamente que «las diferencias entre el cerebro de un gorila y un ser humano sean tan grandes» siendo estos resultados «una contradicción directa e incondicional» de Owen, citando estudios previos, al igual que prometiendo mostrar pruebas detalladas que confirmasen su posición.
Wilberforce estuvo de acuerdo en establecer una reunión el sábado por la mañana. Se creó una gran expectación para ver si podría repetir su éxito en la flagelación de las ideas evolutivas como había hecho en la reunión de 1847. Huxley se mostró en un principio reacio a participar en un debate público sobre evolución con Wilterforce, pero Robert Chambers lo persuadió para que no abandonara la causa. El reverendo Baden Powell habría acudido al debate público de no haber sido porque había fallecido el 11 de junio de un ataque al corazón.

## El debate
La noticia de que el obispo Wilberforce, conocido como «Soapy Sam» (derivado de un comentario de Benjamín Disraeli sobre que las maneras del obispo eran «untuosas, oleaginosas y saponáceas»), iba a hablar en contra de la teoría de Darwin en el congreso del sábado 30 de junio de 1860 se propagó rápidamente. Wilberforce era uno de los mejores oradores de aquellos días. y, según Bill Bryson «más de mil personas se apelotonaban dentro de la cámara y cientos se habían tenido que dar la vuelta»; el mismo Darwin estaba demasiado enfermo como para asistir.

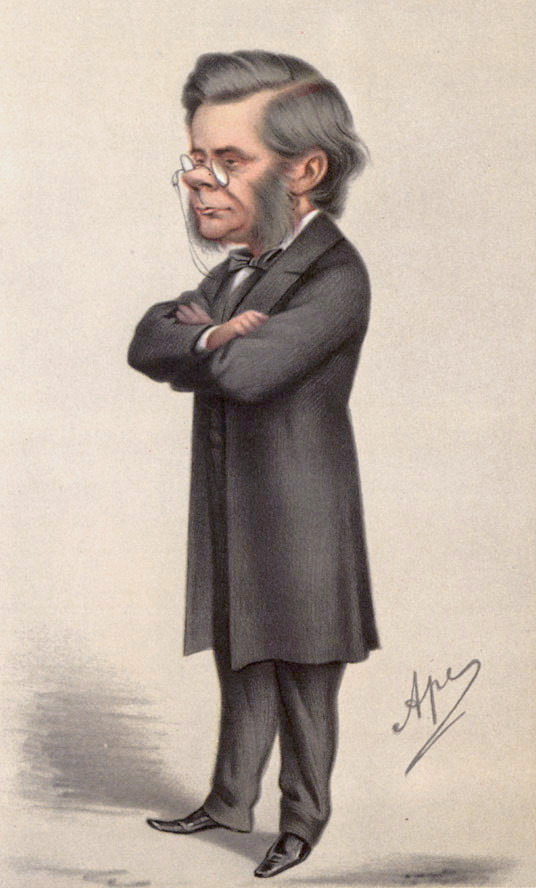
Caricatura de Huxley publicada en Vanity Fair en 1871

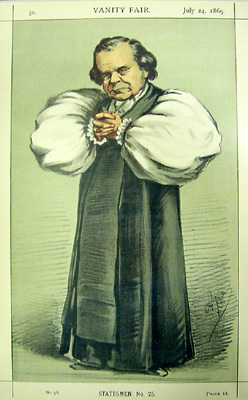
Caricatura de Wilberforce publicada en Vanity Fair en 1869

El debate fue presidido por John Stevens Henslow, mentor de Darwin en Cambridge. Se había sugerido que Owen sustituyera a Henslow como presidente del debate «con la esperanza de que la esperada derrota de Darwin fuese más completa». El centro del congreso iba a ser la ponencia de John William Draper de la Universidad de Nueva York, sobre «el desarrollo intelectual de Europa teniendo en cuenta las referencias de los hallazgos del Sr. Darwin y otros, en los que se mostraba que la progresión de los organismos está determinado por una ley natural». Para todos los participantes, la presentación de Draper fue larga y aburrida. Después de que Draper acabara, Henslow llamó a otros ponentes, incluyendo entre ellos a Benjamin Brodie, el presidente de la Royal Society; justo antes de él era el turno de Wilberforce.
En una carta a su hermano Edward, uno de los asistentes, el zoólogo británico Alfred Newton escribió:
«En el Museo de Historia Natural tuvimos otro debate airado sobre Darwin… Después de los largos preliminares, Huxley fue llamado por Henslow para expresar su opinión con mayor detalle, y esto trajo a colación al obispo de Oxford. Refiriéndose a lo que Huxley había dicho días antes, sobre que después de todo no significaba nada para él si era o no descendiente de un gorila; el obispo, irritado, le preguntó si prefería ser descendiente de simio por parte de madre o de padre. Esto le dio a Huxley la oportunidad de decir que preferiría antes ser descendiente de un simio que de un hombre como el obispo, que hace un uso tan mezquino de sus maravillosas dotes de ponente para intentar silenciar, mediante un ejercicio de autoridad, un debate libre sobre lo que es o no es un hecho verdadero; y le recordó que en cuestiones de ciencias físicas, la autoridad había sido siempre desmantelada por la investigación, como había pasado con cuestiones relativas a la astronomía o la geología. Mucha gente habló después y en general, los asistentes al congreso en contra de lo que defendía el obispo eran mayoría. »
Sin embargo, según John Lucas, uno de los asistentes, dijo «Wilberforce, contrario a los principios centrales de la ley, no prejuzgó el tema», pero es una minoría la que está de acuerdo con esto, tal como Jonson aclaró. Otros defendieron que Wilberforce criticó la teoría de Darwin por motivos supuestamente científicos, argumentando que no se apoyaba en los hechos, y además señaló que había grandes hombres de ciencia que se oponían a esta teoría. De todas maneras, el discurso de Wilberforce ha pasado a la historia y es recordado hoy en día básicamente por su indagación sobre si era por parte de madre o por parte de padre por lo que Huxley se consideraba descendiente de un simio.
Según una carta escrita por sir Francis Darwin, hijo de Charles Darwin, 30 años más tarde, cuando Huxley escuchó esto, le susurró a Brodie: The Lord hath delivered him into mine hands. (que se podría traducir como 'El caballero me lo ha dejado en bandeja'). Esta frase apareció por primera vez más de treinta años después del encuentro, y muy probablemente es una inserción tardía en la historia. La propia explicación de la historia por Huxley, tal y como está recogida en una carta a Henry Dyster fechada en el 9 de septiembre de 1860, no menciona este hecho. Huxley se levantó para defender la teoría de Darwin, finalizando su discurso con la ahora legendaria aseveración de que él no se sentía avergonzado de tener a un simio como su ancestro, pero que se sentiría avergonzado de estar emparentado con un hombre que usa sus dotes y su influencia para impedir el avance del conocimiento. Posteriores comunicaciones de la historia dejaron claro que la intervención de Huxley dejó un tremendo efecto en la audiencia, e incluso se dijo que lady Brewster, una de las asistentes, se desmayó.
Otras explicaciones sobre la intervención de Huxley indicaron que, aunque Huxley respondió utilizando retóricamente la palabra «simio», su discurso no fue tan importante. Balfour Stewart, importante científico y director del Observatorio de Kew, escribió que «Creo que el obispo se llevó la mejor parte»  y Joseph Dalton Hooker, un buen amigo de Darwin e importante botánico británico, escribió a Darwin diciéndole que la intervención de Huxley no se había escuchado bien en el hall:
“Bueno, Samuel Wilberforce se levantó y despotricó durante media hora con gran espíritu, desprecio e injusticia,… Huxley respondió admirablemente y le dio la vuelta a la conversación, pero no pudo hacerse oír bien ante una asamblea tan grande ni llegar a todo el mundo… No hizo alusión a los puntos débiles de Sam, ni expresó la materia de una manera que pudiese conquistar a la audiencia”.
Este es probablemente el punto más importante de esta aportación, el que Huxley no fue efectivo hablando ante una audiencia tan grande. Él no era un orador experimentado y escribió poco después que se había inspirado en cuanto a valor de la oratoria por lo que presenció en ese congreso.
Posteriormente, Henslow llamó a comparecer a Robert FitzRoy, quien había sido el capitán del Beagle durante el viaje de Darwin veinticinco años antes. FitzRoy denunció el libro de Darwin y “levantando una inmensa Biblia sobre su cabeza, primero con las dos manos y luego con una, imploró solemnemente a la audiencia a creer en Dios y no en un hombre”.
El último ponente del día fue Hooker: Según su propia explicación, fue él y no Huxley quien hizo la réplica más efectiva a los argumentos de Wilberforce: “Samuel se quedó callado –no tenía ni una palabra que decir para replicar, y la reunión se disolvió de inmediato” Michael Ruse, otro de los asistentes, dijo que “todo el mundo se divirtió mucho y se fueron alegremente a cenar juntos después”
También se comentó que durante el debate dos miembros de Cambridge estaban sentados cerca de Wilberforce, uno de los cuales era Henry Fawcett, un economista que se había quedado ciego recientemente. A Fawcett se le preguntó si pensaba que el Obispo había leído realmente El origen de las especies, a lo que este respondió levantando la voz:“Oh no, yo juraría que no ha leído ni una palabra del libro”. Wilberforce se dio la vuelta hacia él con el ceño fruncido, dispuesto a replicarle, pero dio marcha atrás y se mordió la lengua al darse cuenta de que el que había dicho tal cosa era el economista ciego (See p. 126 of Janet Browne (2003) Charles Darwin: The Power of Place.)
Como nota destacada hay que señalar que los tres participantes principales en el debate se consideraron a sí mismos como los vencedores. Wilberforce escribió lo siguiente: “El sábado el Profesor Henslow […] me llamó por mi nombre para dirigir la Sección de la teoría de Darwin. Por lo tanto no pude escapar y tuve que luchar contra Huxley. Creo que lo vencí claramente” Por su parte, Huxley proclamó: “[Fui] el hombre más popular en Oxford durante cuatro horas completas y las 24 que le siguieron”. Además de ellos, Hooker escribió que “He sido galardonado y condecorado con las capas más negras y las más blancas reservas de Oxford” Wilberforce y Darwin mantuvieron buenas relaciones después del debate.

## Legado

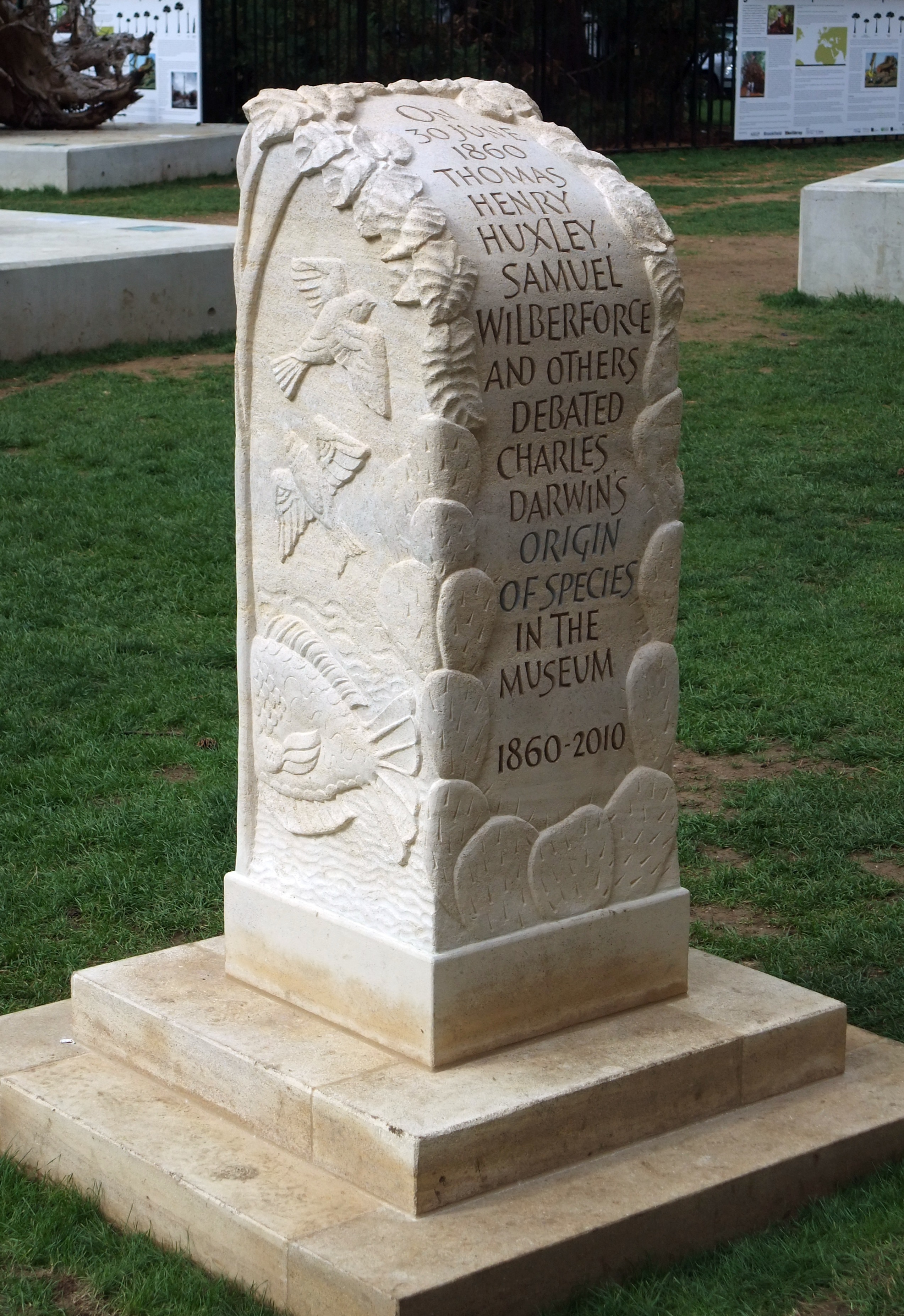
Pilar conmemorativo del 150 aniversario de los eventos acaecidos en el debate sobre la evolución situado en el jardín del Museo Universitario de Historia Natural de Oxford

Varios reportajes sobre el debate se publicaron en el The Manchester Guardian, The Athenaeum y el  Jackson's Oxford Journal. Ambos bandos clamaron victoria inmediatamente, pero la mayoría de la opinión siempre ha sido que el debate representó una gran victoria de los darwinianos.
Aunque el debate es frecuentemente representado como un enfrentamiento entre la religión y la ciencia, la Asociación Británica por aquel entonces tenía un gran número de hombres de clero ocupando posiciones elevadas (incluyendo presidentes de dos de sus siete secciones), por lo que en su intervención para abrir el evento anual, el presidente de la Asociación (lord Wrottesley) concluyó su charla diciendo: «Vamos a aplicarnos en la tarea, estando seguros de que cuánto más nos ejercitemos más mejoraremos nuestras facultades intelectuales, más dignos seremos y mejor nos situaremos para estar cerca de nuestro Dios» Por lo tanto, se puede decir que para muchos de los clérigos que había en la audiencia, el conflicto que se produjo en el debate de Oxford fue entre los tradicionalistas anglicanos (Wilberforce) y los liberalistas anglicanos (Essays and Reviews). Por otra parte, la aclamada académica de Oxford, la Dra. Diane Purkiss dijo sobre el debate: «Fue realmente la primera vez en toda la historia en la que el cristianismo fue puesto contra las cuerdas por la ciencia ante una audiencia pública»
Muchos de los oponentes de la teoría de Darwin eran hombres respetables de ciencia: Richard Owen era uno de los biólogos británicos más influyentes de su generación, Adam Sedgwick era una eminencia en geología, Wilberforce era un miembro de la Royal Society (aunque por aquel entonces la mitad de los miembros eran amateurs), mientras que el mismo Darwin no era más que un erudito caballero con recursos de financiación propios. Eran discípulos suyos como Huxley y Hooker, los que eran científicos profesionales, y eran ellos los que concentraban el avance del conocimiento científico, y estaban decididos a no dejarse censurar por la autoridad eclesiástica. Su manera de entender la ciencia era crecer y florecer, y en última instancia ser completamente independiente de la tradición religiosa. Por eso defendieron tan fervientemente las teorías de Darwin.
El debate ha sido proclamado como «uno de los acontecimientos más importantes de la historia de la ciencia», y es frecuentemente referenciado como «uno de los momentos clave en la aceptación de la teoría de la evolución de Darwin». Sin embargo, en aquellos tiempos fue recibido en los periódicos simplemente como un pequeño acontecimiento e.g. Liverpool Mercury, 5 de julio de 1860 y Brooke replicó que «el evento pasó casi completamente desapercibido para la opinión pública hasta que fue recuperado en la década de 1890 como un apropiado tributo al recientemente fallecido héroe de la educación científica Huxley». Hay que tener en cuenta también que las explicaciones que en su día aportaron los participantes fueron reemplazadas hoy en día por una versión más novelística de la historia (por ejemplo la inserción tardía de sir Francis Darwin acerca de lo que Huxley dijo a Brodie). En definitiva, que la gran popularidad de la que gozó el evento en el siglo XX fue debida principalmente a las actitudes en pro de los pensamientos evolucionistas y a las reinterpretaciones anacrónicas del evento.
Por otra parte, el debate marcó el inicio de tres años de amargos enfrentamientos científicos entre Owen y Huxley sobre los orígenes del ser humano. Estos enfrentamientos fueron satirizados por Charles Kingsley como «la gran cuestión del hipocampo», que concluyó con la derrota de Owen y sus seguidores.
Otro aspecto remarcable es que el debate es referenciado y fue la inspiración para la obra Darwin en Malibú de Crispin Whittell.
Hoy en día un pedestal conmemorativo situado en la entrada del Museo de Historia Natural de Oxford rememora el 150 aniversario del evento.